# The Temptress (film 1911 Independent Moving Pictures)
The Temptress è un cortometraggio muto del 1911 diretto da Joseph W. Smiley.

## Produzione
Il film fu prodotto dall'Independent Moving Pictures Co. of America (IMP).

## Distribuzione
Il film - un cortometraggio in una bobina - uscì nelle sale USA il 4 maggio 1911, distribuito dalla Motion Picture Distributors and Sales Company. Alla fine di quello stesso mese uscì un altro The Temptress, prodotto dalla Essanay ed interpretato da Lottie Briscoe.